# Votočnice

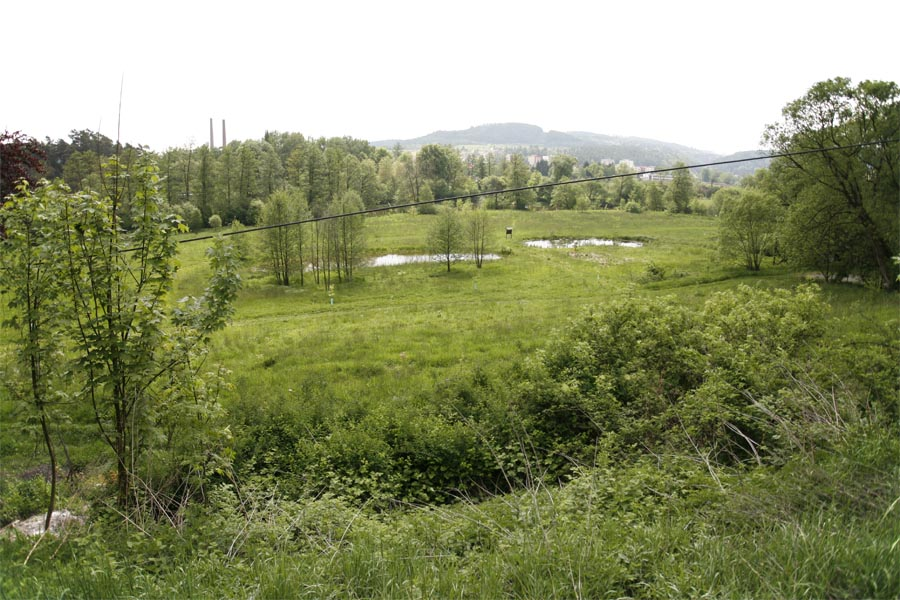
Louka na konci Čertovy brázdy se od nepaměti jmenuje Votočnice

Votočnice je louka v zákrutu řeky Sázavy pod vyústěním Čertovy brázdy. Na této nivní louce byly v roce 2006 vybudovány tři tůně. Stulíková, Leknínová a Kosatcová, a říční rameno.
Zde se podle křesťanské legendy svatý Prokop s čertem obracel při orání Čertovy brázdy. Pravděpodobnější však je, že se zde v době laténské obracely povozy, které po Čertově brázdě, jak dnes nazýváme tuto dálnici pravěku, vozily zboží mezi dvěma splavnými úseky řek – Labem a Sázavou.
V roce 2007 zde vznikla naučná stezka s pěti zastaveními, která zachycuje zvláštnosti zdejšího biotopu. Součástí naučné stezky je vyhlídková plošina. Stezka je přístupná pro pěší, cyklisty i vodáky, kteří se na ni mohou dostat z místa proti tzv. Sázavskému ostrovu.

## Fotografie

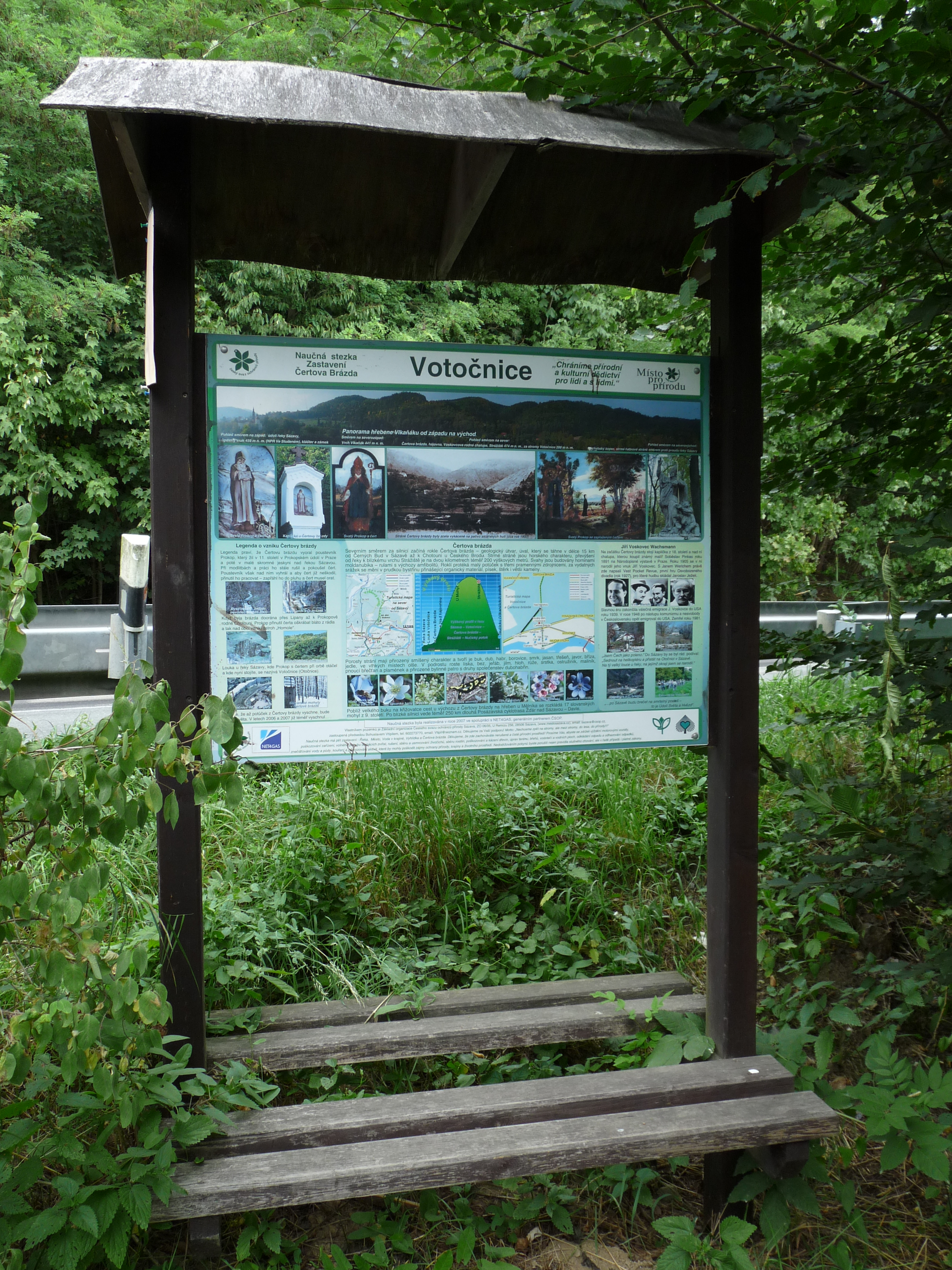
Informační tabule na stazce
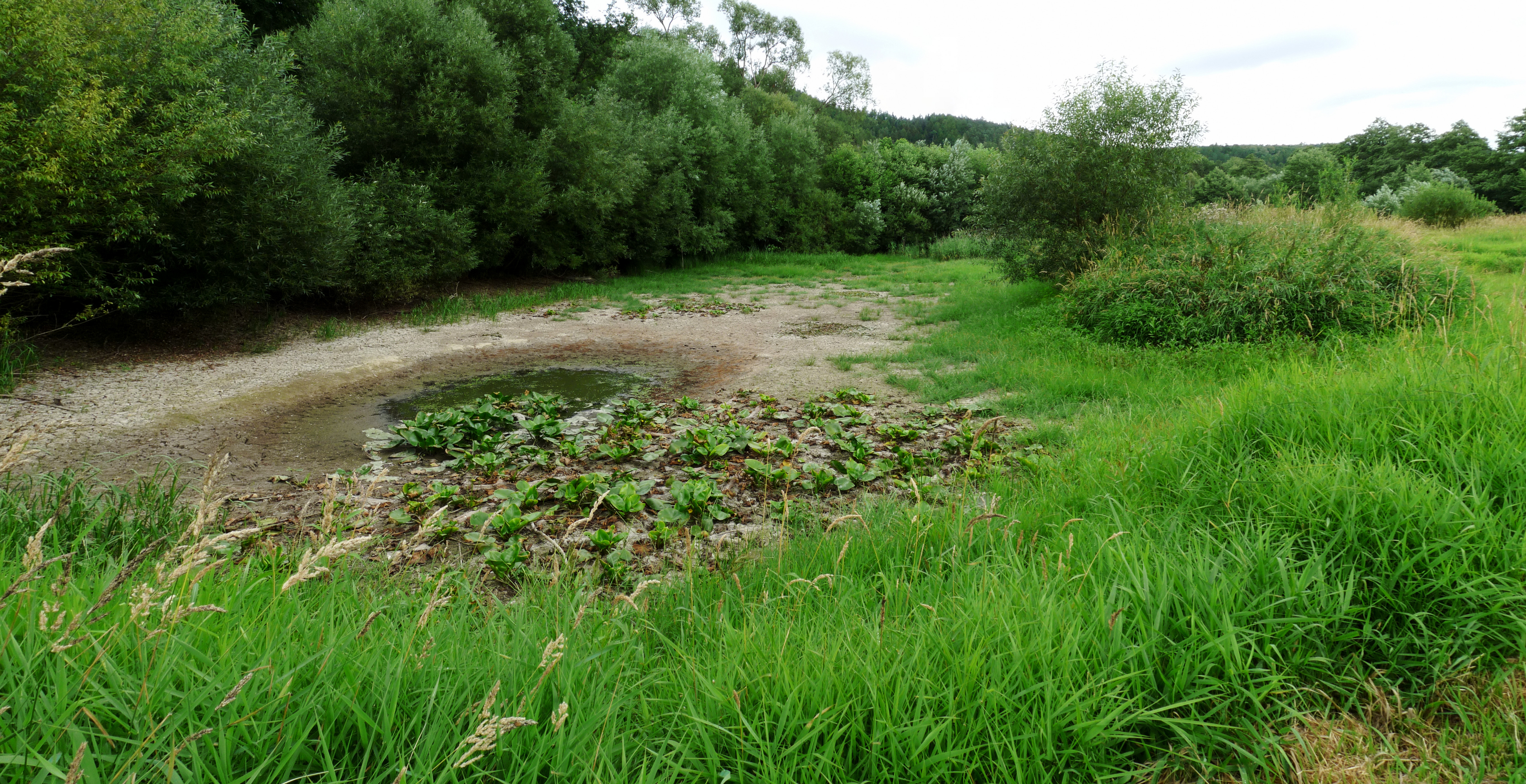
Stulíková tůň, v červenci 2015 téměř vyschlá